# Laboratori Nazionali del Sud

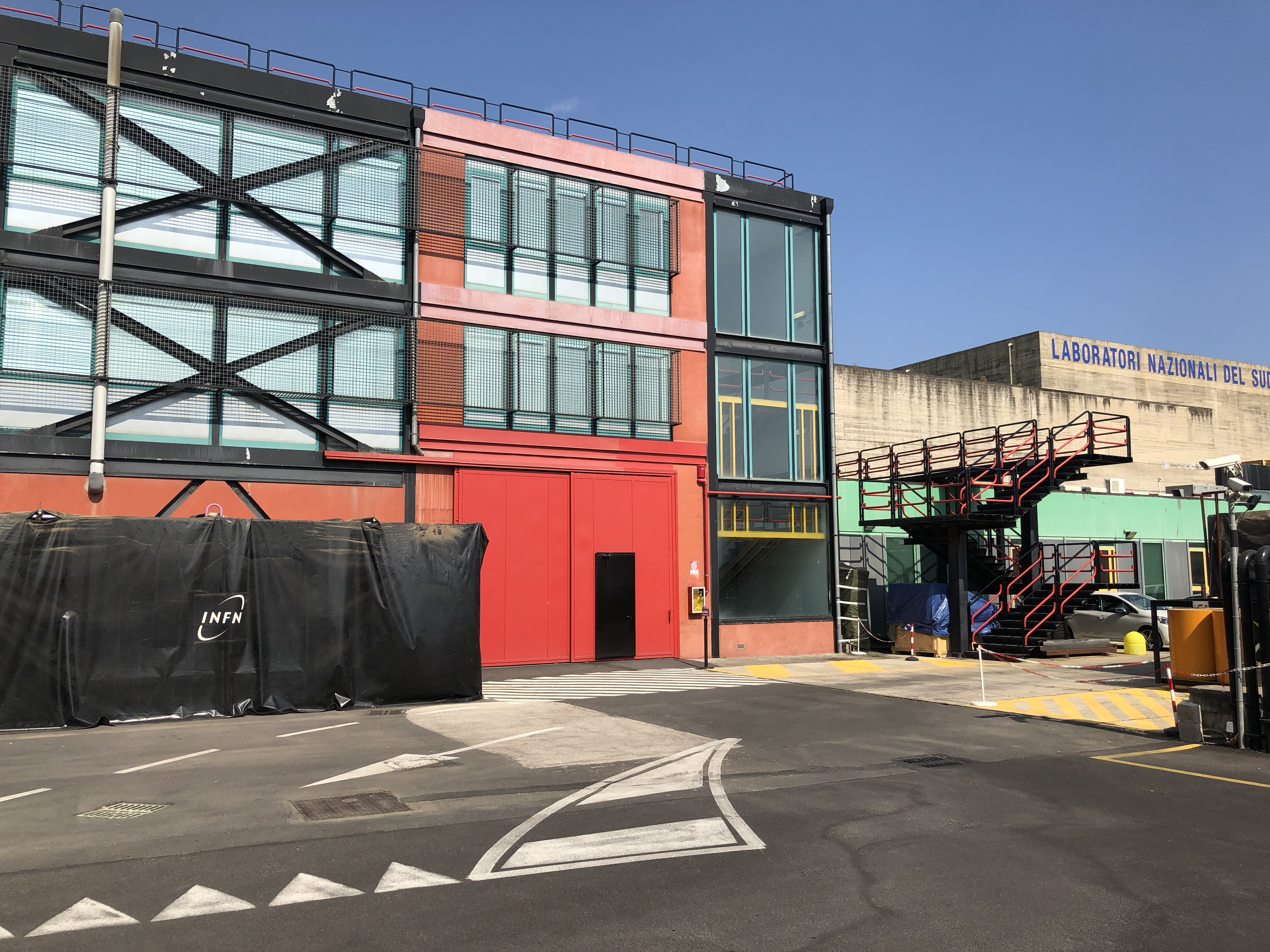
Laboratori Nazionali del Sud

Das Laboratori Nazionali del Sud ist eines der vier Kernphysikforschungszentren  des Istituto Nazionale di Fisica Nucleare in  Catania.

## Geschichte
Das Kernphysikforschungszentrum wurde im Jahre 1976 gegründet. Das Forschungsaktivitäten sind die Kernstrukturphysik, nukleare Astrophysik und Teilchenphysik.

## Teilchenbeschleuniger
- elektrostatischer Tandembeschleuniger  mit einer maximalen Beschleunigungsspannung von 15 MV

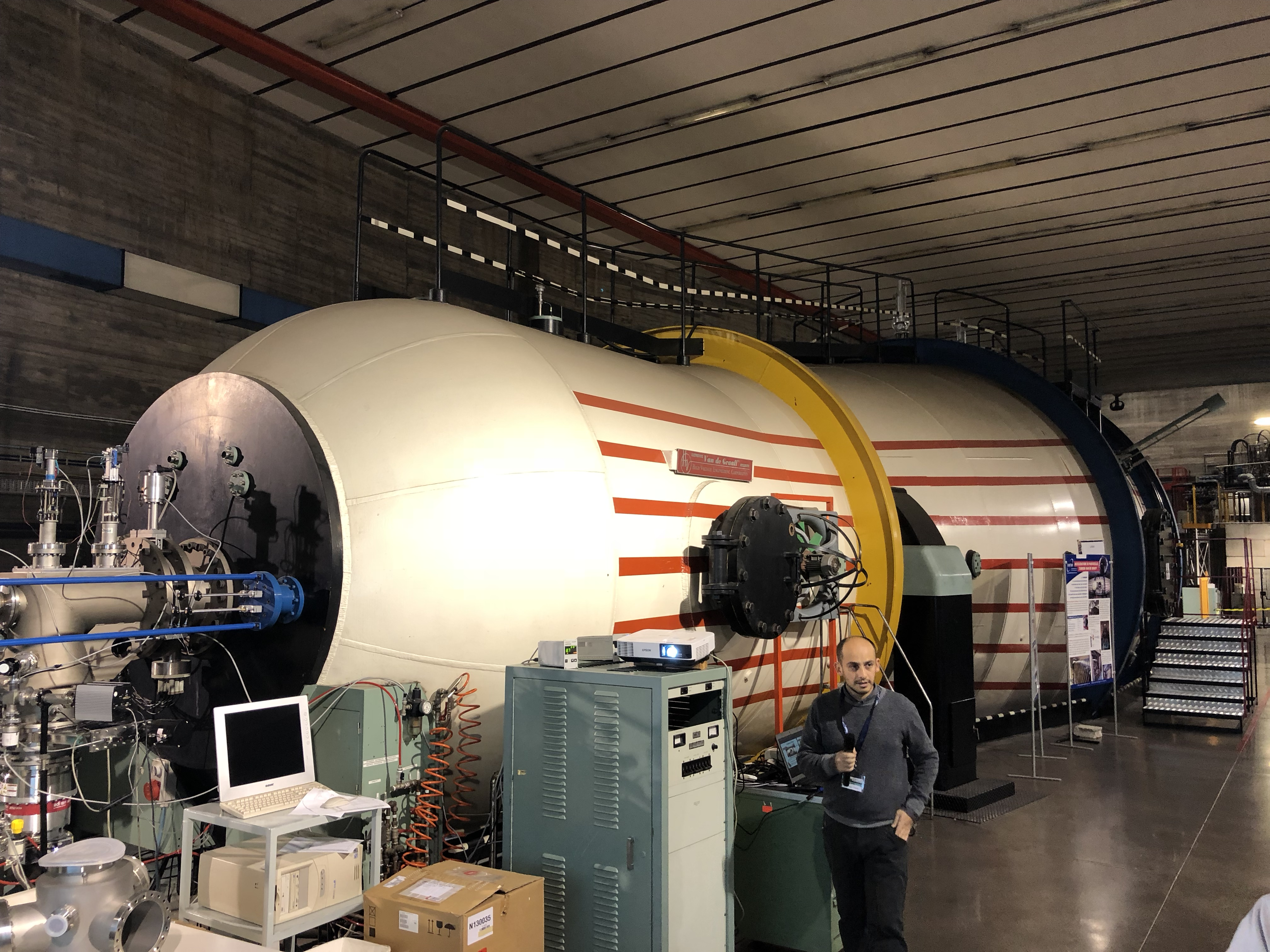
Druckbehälter des Tandembeschleunigers

- supraleitendes K800 Zyklotron, welches durch flüssiges Helium auf 4,2 K gekühlt wird und eine maximale Feldstärke von 4,8 T erreichen kann.

Die positiv geladen werden von zwei verschiedenen  Zyklotronresonanzionenquelle erzeugt: SERSE und CAESAR. Es können von leichten Ionen, wie Wasserstoff bis zu Blei als Ionenstrahl erzeugt werden. Es können durch Fragmentation von beschleunigten Ionen  auch  radioaktive  Ionenstrahlen erzeugt werden. 
Die Ionen der beiden Teilchenbeschleuniger kann in die Experimentierhallen transportiert werden und stehen zur Verfügung an verschiedenen Messaufbauten. 